# Yvonne Schütze
Yvonne Schütze (* 8. August 1940; † 19. März 2022) war eine deutsche Soziologin und Hochschullehrerin.

## Werdegang
Schütze studierte Soziologie an der Universität Frankfurt am Main, wo sie 1971 das Diplom erwarb und 1975 promoviert wurde. 1986 habilitierte sie sich an der Universität Göttingen. Seit 1993 war sie Professorin für Soziologie und Pädagogik an der Humboldt-Universität zu Berlin (Institut für Erziehungswissenschaften,
Abteilung für Soziologie und Pädagogik).
Schützes Arbeitsschwerpunkte waren: Interkulturelle Erziehung; Interkulturelles Zusammenleben; Lebensverhältnisse; Migrationsforschung.

## Schriften (Auswahl)
- Innerfamiliale Kommunikation und kindliche Psyche. Max-Planck-Institut für Bildungsforschung, Berlin 1977 (zugleich Dissertation, 1975).
- Die gute Mutter. Zur Geschichte des normativen Musters "Mutterliebe". Kleine, Bielefeld 1986, ISBN 3-88302-099-0.